# سترانجر تالس
سترانجر تالس (بالإنجليزية: Stranger Tales) أو حكايات غريبة هو عنوان سلسلة قصص مختارات من مارفيل كومكس التي ظهرت وأحييت في أشكال مختلفة وفي مناسبات متعددة طوال تاريخ الشركة. العنوان يجمع قصص متعددة عن كل من «دكتور سترينج» و«نيك فيوري، وشيلد»، وهو عبارة عن عرضًا لقصص الخيال العلمي لكل من الفنانين جاك كيربي وستيف ديتكو، ومن عمل للكاتب جيم ستيرانكو.